# Antoine Marès
Antoine Marès, né le 8 décembre 1950, est un historien français spécialiste de l'histoire contemporaine de l'Europe centrale et plus particulièrement des pays tchèques et de la Slovaquie.

## Biographie
Antoine Marès naît le 8 décembre 1950.
Longtemps enseignant à l'Institut national des langues et civilisations orientales (INALCO), il y a été membre fondateur du Centre d'étude de l'Europe médiane.
Spécialiste de l'histoire contemporaine des pays tchèques, il a été directeur du Centre français de recherche en sciences sociales de Prague (CEFRES). Il s'intéresse tout particulièrement à l'histoire politique et culturelle des identités nationales ainsi qu'aux transferts culturels entre la France et l'Europe centrale.
Il est, depuis 2004, titulaire de la chaire d'histoire contemporaine de l'Europe centrale à l'université Paris I Panthéon-Sorbonne et enseigne au magistère de Relations internationales et action à l'étranger (MRIAE).

## Publications
- Le Paris des étrangers depuis 1945, Paris, Publications de la Sorbonne, 1994coécrit avec Pierre Milza
- Histoire des Pays tchèques et slovaques, Paris, Hatier, coll. « Nations d'Europe », 1995
- L'Institut de France, le parlement des savants, Paris, Gallimard, coll. « Découvertes Gallimard / Culture et société » (no 261), 1995, 128 p. (ISBN 2-07-053329-8)
- Histoire et pouvoir en Europe médiane, Paris, L'Harmattan, 1996
- Paris capitale culturelle de l'Europe centrale ? Les échanges intellectuels entre la France et les pays de l'Europe médiane (1918-1939), Paris, Institut d'études slaves : Centre d'études slaves, 1997dir. avec Maria Delaperrière
- Lieux de mémoire en Europe médiane, représentations identitaires, Paris, INALCO, 1999
- Enjeux de l'histoire en Europe centrale, Paris, L'Harmattan, 2002dir. avec Marie-Élizabeth Ducreux
- La culture et l'Europe, du rève européen aux réalités, Paris, Institut d'études slaves, 2005
- Europe médiane : aux sources des identités nationales, Paris, Institut d'études slaves, 2005dir. avec Maria Delaperrière et Bernard Lory
- Culture et politique étrangère des démocraties populaires, Paris, Institut d'études slaves, Centre d'études slaves, 2007
- Edvard Beneš : Un drame entre Hitler et Staline, Paris, Perrin, 2015, 502 p. (ISBN 978-2-262-03623-2)
- (direction d'ouvrage) La France et l’Europe centrale : Médiateurs et médiations, Paris, Institut d'études slaves, 2015, 368 p. (ISBN 978-2-7204-0538-9)
- (direction d'ouvrage) La France et l’Europe médiane : Médiateurs et médiations, Paris, Institut d'études slaves, 2016, 248 p. (ISBN 978-2-7204-0548-8)